# Luka Pavićević
Luka Pavićević (17 de junio de 1968, en Podgorica, RFS Yugoslavia) es un exjugador y entrenador de baloncesto serbio, que ocupaba la posición de base. 
Sus logros más importantes fueron con el KK Split, uno de los mejores equipos de la historia, que comandado por Kukoc, Radja y Perasovic, entre otros llegó a ganar tres Euroligas consecutivas. 
Después de retirarse se convertiría en entrenador, entrenando a selecciones inferiores de Serbia, a la selección de Montenegro y a importantes equipos de Europa como el ALBA Berlín o el Panionios BC.

## Clubes como jugador
- 1985-1987:  Utah Utes
- 1987-1988:  Cibona Zagreb
- 1988-1991:  KK Split
- 1991-1992:  Radnički Belgrado
- 1992-1994:  Ironi Nahariya
- 1994-1995:  Proleter Zrenjanin
- 1995-1996:  Estrella Roja de Belgrado
- 1996-1997:  FMP Železnik
- 1997-1998:  KK Belgrado
- 1998-1999:  Estrella Roja de Belgrado
- 1999-2000:  Soproni KC
- 2000-2001:  Espoon Honka
- 2001-2002:  Ostrow Degusta-Malfarb
- 2001-2002:  Anwil Włocławek
- 2001-2002:  Rabotnički Skopje
- 2002-2003:  Estrella Roja de Belgrado

## Clubes como entrenador
- 2012-2014:  Montenegro
- 2015-2016:  KK Budućnost Podgorica
- 2016:  Chorale Roanne Basket
- 2016-:  Japón

## Palmarés
- 3 Copas de Europa: (1989, 1990, 1991).
- 3 Ligas Yugoslavas: 1989, 1990, 1991.
- 4 Copas de Yugoslavia: 1988, 1990, 1991, 1997.
- 1 Liga finlandesa: 2001.
- 1 Copa finlandesa: 2001.